# Antonio Jiménez Blanco
Antonio Jiménez Blanco (Granada, 24 de gener de 1924 - Madrid, 31 d'agost de 2014) va ser un jurista i polític espanyol.

## Biografia
Llicenciat en Dret per la Universitat de Sevilla, va ser alumne de l'Escola d'Estudis Hispanoamericans durant els anys 1945 i 1946. Va exercir advocacia des de 1955, especialitzant-se a les àrees del Dret Mercantil i Matrimonial a la seva ciutat de naixement. Posteriorment va ser Secretari del Consell d'Administració de Centres Turístics, Societat Anònima, l'empresa promotora del Centre d'Esports d'Hivern de Serra Nevada i Secretari del Consell d'Administració de l'empresa sucrera granadina "La Vega". Articulista de la premsa local granadina en la qual va publicar articles relacionats amb la seva professió. Antonio Jiménez Blanco també és especialista en Història d'Espanya, concretament en el període del Sexenni Democràtic (1868-1874), de la Segona República i la Guerra Civil. A més ha ostentat les presidències del Centre Artístic, Científic i Literari de Granada i del Club Larra.
Antonio Jiménez Blanco es va afiliar al Partit Demòcrata Popular (pertanyent a la Internacional Liberal) arribant a formar part del seu Consell Directiu. Va ser escollit Senador per la província de Granada a les eleccions generals espanyoles de 1977, presentant la seva candidatura pel partit de la Unió de Centre Democràtic. Va ser designat portaveu del Grup Parlamentari d'aquest partit en el Senat durant la Legislatura Constituent, participant en la Comissió Mixta amb el Congrés que va redactar el text definitiu de la Constitució.
Va cessar com a senador el 26 de març de 1979 i va ser escollitt diputat per la Unió de Centre Democràtic durant la I Legislatura, sent candidat a la seva província d'origen. Com va ocórrer en el Senat, fou el portaveu del seu grup parlamentari.
El 22 d'octubre de 1980 va cessar com a diputat per ocupar la presidència del Consell d'Estat, càrrec que va ocupar fins al 7 de desembre de 1982.
Va ser nomenat membre de les ordres del Mèrit Constitucional, d'Isabel la Catòlica i de Sant Ramon de Penyafort. Antonio Jiménez Blanco va arribar a ser president de l'Assemblea d'Ex Parlamentaris i Col·legiat d'Honor del Col·legi d'Advocats de Granada. Casat, va tenir sis fills.
Va morir a Madrid el 31 d'agost de 2014.